# Tique
Tique - zbiorowisko roślinne, stanowiące rodzaj lasów waldiwijskich.
Las wilgotny (roczny opad 2000-4000 mm), bogaty w różne gatunki, ze znacznym udziałem roślin zimozielonych. Cechuje się znaczną bujnością. Występują w nim liczne liany i epifity, a także szereg reliktów trzeciorzędowych. Z uwagi na charakter, zbliżony do lasów strefy międzyzwrotnikowej, uważa się, że zbiorowisko to ma charakter reliktowy - wytworzyło się w cieplejszych warunkach klimatycznych i niewiele zmienione przetrwało do chwili obecnej.